# Tourismus in Sachsen-Anhalt
Der Tourismus in Sachsen-Anhalt konzentriert sich vor allem auf kulturelle Angebote, darunter fünf UNESCO-Welterbestätten.
Sachsen-Anhalt ist das Land alter Fachwerkstädte, romanischer Burgen, Kirchen, Schlösser und Klöster, welche die wichtige Rolle der Region im Mittelalter bezeugen. Daneben finden sich überall reizvolle kleine, eng bebaute Dörfer mit typischer, zur Straße hin geschlossener Fachwerkarchitektur und Dorfkirchen, die in eine naturbelassene, vielfältige Landschaft eingebettet sind, die von Flachland über Heide und Mittelgebirge bis zu Weinbaugebieten reicht. Sachsen-Anhalt ist das Flächenland mit der höchsten Dichte an UNESCO-Welterbestätten in Deutschland: Das Bauhaus in Dessau, die Lutherstädte Wittenberg und Eisleben, der Schlosspark von Wörlitz, die Altstadt von Quedlinburg und der Naumburger Dom.

## Lutherstadt Wittenberg, Mittelelbe, Anhalt
Der Raum um die Lutherstadt Wittenberg wird touristisch vor allem durch Kulturtourismus geprägt, der sich auf Martin Luther, aber auch auf Lucas Cranach und Philipp Melanchthon bezieht.
Weiterhin gibt es hier den Wörlitzer Park aus der Zeit Fürst Leopolds III., und das Biosphärenreservat Mittelelbe.
In der Lutherstadt Wittenberg steht ein Hundertwasser-Haus, das als Gymnasium genutzt wird.
Zu einem weiteren wichtigen touristischen Ziel hat sich die Elbe entwickelt. Man kann mit dem Schiff, dem Kanu oder auf dem internationalen Fahrradweg R2 entlang der Elbe kann man einen der letzten fast naturbelassenen und nicht ausgebauten Flüsse in Europa befahren.
Eine touristische Attraktion von Dessau-Roßlau ist das Bauhaus Dessau.

## Straße der Romanik, Magdeburg
Fast durch das gesamte Land führt die Straße der Romanik mit dem Zentrum Magdeburg. Hier befinden sich zahlreiche romanische Kirchen und Klöster. Beispielhaft sei hier der Magdeburger Dom genannt.
Magdeburg ist auch ein Schwerpunkt für den Tagungs- und Kongresstourismus.
In Magdeburg befindet sich der Elbauenpark mit dem Jahrtausendturm auf dem Gelände der ehemaligen Bundesgartenschau. Daneben befindet sich ein Messegelände. Einmal jährlich findet die Magdeburger Frühjahrsmesse, das größte regionale Volksfest, statt. Das Hundertwasser-Haus, auch Grüne Zitadelle genannt, ist ebenfalls ein Touristenmagnet.

## Altmark, Heide
Die weitgehend flache Altmark ist geprägt durch alte Hansestädte wie Salzwedel, Stendal und Tangermünde. Hier befindet sich auch der touristisch bedeutsame Arendsee. Die Straße der Romanik findet in den „Nebenstraßen der Romanik in Altmark und Havelwinkel“ ihre Fortsetzung.
Im Süden der Altmark befindet sich die Colbitz-Letzlinger Heide, die jedoch zum Teil militärisch genutzt wird.

## Halle (Saale)
In Halle gibt es mehrere Theater sowie eine Oper und das Steintor-Varieté, das älteste Varieté-Theater Deutschlands. Des Weiteren gibt es in der Stadt zahlreiche Museen, beispielsweise das Landesmuseum für Vorgeschichte, in dem die 1999 ausgegrabene Himmelsscheibe von Nebra ausgestellt ist.
Daneben befinden sich in Halle zum einen die Franckeschen Stiftungen, die 1698 durch den Pädagogen und Theologen August Hermann Francke für Waisenkinder gegründet wurden. Zum anderen ist Halle bekannt für die Halloren und für das Halloren- und Salinemuseum, in dem die Geschichte der Salzgewinnung unter den Halloren veranschaulicht wird.
International bekannt ist die Kunsthochschule Burg Giebichenstein, die zum einen eine um 900 n. Chr. gebaute Burg zur Besichtigung beinhaltet, zum anderen aber auch eine Kunsthochschule der Martin-Luther-Universität Halle-Wittenberg.
Weiterhin gibt es den Marktplatz mit dem Roten Turm und der Marktkirche sowie dem Händel-Denkmal.

## Burgenland
Das südliche Sachsen-Anhalt, durch seine Vielzahl an prächtigen, teils sehr gut erhaltenen Burgen, bekannt als Burgenland (Burgenlandkreis), bietet Anziehungspunkte wie das Weinanbaugebiet Saale-Unstrut mit der Rotkäppchen Sektkellerei in Freyburg (Unstrut) oder Naumburg (Saale) und Laucha an der Unstrut.
Das 1000-jährige Zeitz, mit seinem unterirdischen Gangsystem Unterirdisches Zeitz und der Moritzburg, war 2004 Ausrichter der 1. Landesgartenschau Sachsen-Anhalts. Zeitz beherbergt außerdem die Lutheriden-Bibliothek und ist seit 2001 Sitz der Lutheriden-Vereinigung, weswegen sich der Ort als Stadt der Luthernachkommen bezeichnet.

## Harz
Ein weiteres beliebtes Reiseziel ist der Harz mit seiner Schmalspurbahn, dem Brocken und vielfältigen Wander- und Wintersportmöglichkeiten. Hier befinden sich die Altstädte von Halberstadt im Harzvorland, Quedlinburg (Weltkulturerbe) und von Wernigerode.

## Jakobsweg
Der 2003 eröffnete Jakobsweg von Görlitz nach Eisenach führt in Sachsen-Anhalt über Merseburg, Naumburg (Saale), Bad Kösen und Eckartsberga. Er wird zunehmend frequentiert.